# オルト県
| 県章 オルト県の位置 |                     |
| 地域                | 南西地域            |
| 歴史的な地域        | ワラキア            |
| 県都                | スラティナ          |
| 面積                | 5,498km²            |
| 人口                | 383,280人（2021年） |
| 人口密度            | 70人/km²            |
| ISO 3166-2          | RO-OT               |

オルト県 （オルトけん、Judeţul Olt）は、ルーマニアの県。オルテニア地方とムンテニア地方にまたがる（どちらの地方もオルト川を境とする）。県都はスラティナ。東はテレオルマン県、西はドルジュ県、北はアルジェシュ県とヴルチャ県、南はブルガリアのプレヴェン州と接する。

## 統計
人口は383,280人（2021年国勢調査）。民族構成はルーマニア人が338,684人、ロマ人が9,812人など。
| 年   | 人口    |
| ---- | ------- |
| 1948 | 442,442 |
| 1956 | 458,982 |
| 1966 | 476,513 |
| 1977 | 518,804 |
| 1992 | 523,291 |
| 2002 | 489,274 |
| 2011 | 415,530 |
| 2021 | 383,280 |

オルト県は総じて都市化が進んでおらず、人口の6割以上が村で暮らす。

## 地理
面積は5,498平方キロメートルである。ルーマニア平原の西部にあたる平坦な土地が広がる。北から南へ向かって、県の名前の由来でもある主要河川オルト川が流れる。ドナウ川は南部で多くの池と小さな水路のある広い谷をつくり、時には洪水を引き起こす。 

## 経済
県の主要産業には以下のものがある:
- 冶金業　-　アルミニウムとアルミニウム製部品
- 鉄道設備
- 食品及び飲料製造
- 織物産業
- 機械部品製造

県内では農業が非常に盛んで、人口の58％以上は農業に従事している。大規模・小規模農業のどちらも、野菜・果物が主である。灌漑設備が整っている。

## 観光
- スラティナ
- ドナウ川、オルト川での釣り
- コラビア　-　古代ローマの城塞、正教会の大聖堂がある。

## 行政区画
オルト県は2つの都市、6つの町、93の基礎自治体からなる。

### 主な都市
- スラティナ
- カラカル